# Kaarlo Castrén
Kaarlo Castrén, (né le 28 février 1860 à Turtola et mort le 19 novembre 1938 à Helsinki), est un juriste, économiste et homme d'État finlandais, Premier ministre de la Finlande du 17 avril au 15 août 1919,.

## Biographie
Kaarlo Castrén obtient son diplôme de fin d'études secondaires au lycée suédois d'Oulu en 1879.
Il est diplômé de l'Université d'Helsinki avec un baccalauréat en philosophie en 1883 et un baccalauréat en en droit canon et en droit civil en 1887,.
Il étudia également à Leipzig et pendant ses études en 1884, il fut rédacteur correspondant du Morgonbladet. En 1888, Kaarlo Castrén fonde le cabinet d'avocats Castrén & Snellman avec le juge suppléant Frans Emil Snellman, dont il est associé jusqu'en 1897. En plus de son travail d'avocat, Castrén travaille dans les années 1888 à 1892 comme copiste supplémentaire des comités des finances, du commerce et de l'industrie du Sénat,.
Kaarlo Castrén est membre du conseil municipal d'Helsinki de 1892 à 1897. Il participe a la Diète de Finlande en tant que représentant de Tornio en 1894 et en tant que représentant de Hamina en 1905-1906,.
Il n'a jamais été député,.
De 1892 à 1904, Kaarlo Castrén est membre du conseil d'administration de la Kansallis-Osake-Pankki.
En novembre 1918, Kaarlo Castrén est nommé ministre des Finances du gouvernement Ingman I. Il est Premier ministre du Gouvernement Kaarlo Castrén du 17 avril au 15 août 1919.
Son gouvernement présente une proposition de forme de gouvernement républicain en Finlande, et une fois la proposition acceptée, le gouvernement s'est dissous.

## Parenté et famille
Kaarlo Castrén est membre de la famille Castrén, d'où sont issus plusieurs hommes politiques.
Il est le fils du révérend Johan Robert Castrén, vicaire de Karunkiet, et d'Ida Maria Susanna Taucher. Il est le frère aîné du sénateur et homme politique du Parti jeune finnois Arthur Castrén et le cousin du sénateur Jalmar Castrén. Il est également aussi de la famille plus éloignée de Kaarlo Juho Ståhlberg.
En 1888, il épouse Elin Rosina Tamelander, dont le père Carl Adolf Tamelander, est le gouverneur de la Province d'Oulu. Le couple a quatre enfants, dont un médecin, le professeur Harry Castrén, et le directeur général Aarne Robert Castrén.

## Ouvrages de Kaarlo Castrén
- (fi) Punaisten hirmutyöt vapaussodan aikana : sitä varten, ettei totuus unohtuisi, Helsinki, Kirja, 1926
- (fi) Vakava sana vakavassa asiassa (Kauppalehdestä n:o 203 3/9 1927), Helsinki, 1927
- (fi) Sananen taloudellista puolustusvalmiuttamme koskevassa asiassa : välien selvittelyä (Uusi Suomi 17.8.1928), Helsinki, 1928
- (fi) Taloudellinen puolustusvalmiutemme ja sen järjestely, Porvoo, 1928
- (sv) Vad lapporörelsen är och vill, Helsinki, 1930
- (fi) pseudonyme Socius, Seurahuoneen hotelli 1831–1931 : merkintöjä hotellin historiasta, Helsinki, 1931
- (fi) Kiveliön suuri herättäjä Lars Levi Laestadius : elämäkerta., Otava, 1932
- (fi) Niilo Helander : Sivistyssäätiön perustaja, Helsinki, Helanderin säätiö, 1936